# 1986zig
1986zig é um cantor e compositor pop alemão. Ficou conhecido com músicas cover no Instagram e TikTok.  Ele assinou contrato com a Universal Music.

## Vida
1986zig se tornou popular via YouTube, Instagram e TikTok, onde conseguiu alcançar um grande número de seguidores. Ele primeiro lançou covers do gênero pop urbano antes de criar suas próprias faixas. Seu nome verdadeiro não é conhecido. Em seus vídeos, 1986zig aparece com uma balaclava preta com seu nome artístico escrito embaixo do olho direito.
Em 2021 foi lançado pela Universal Music seu primeiro single, Einer von Euch (Um de Vocês). Depois de um tempo essa mesma música foi lançada em uma versão acústica.  Chimperator Productions cuida de sua reserva ao vivo. Ele já teve participações especiais com Bozza. Ao vivo, ele apareceu como o ato de apoio para Clueso, Alligatoah e Prince Pi. 
No outono de 2021, ele colaborou com o rapper Kontra K com Kein Pause, que marcou sua primeira posição nas paradas. O single alcançou o número 34 nas paradas alemãs e entrou no top 100 na Áustria e na Suíça. Em 2022, o single Kopf Aus alcançou o número um na Alemanha. 

## Estilo de música
As suas músicas são uma mistura de pop, urbana e cantar suas músicas que ele compôs.

## Discografia
Álbuns:
- 2022: Zweite Chance

Singles:
- 2021: Einer von euch
- 2021: Einer von euch (Akustik)
- 2021: Goldraub (mit Bozza)
- 2021: Mitternacht
- 2021: Fliegen
- 2021: Keine Pause (feat. Kontra K)
- 2021: Wir beide
- 2022: Kopf aus
- 2022: Tränen
- 2022: 1000 Sterne
- 2022: Zweite Chance
- 2022: Zweite Chance/Junge
- 2022: Neben Mich
- 2022: Varium (feat. Samra)
- 2022: Nie Wieder Schlafen (feat. Silbermond)
- 2022: Danke
- 2022: Keinen Gesehen (feat. Milonair, Kool Savas)
- 2022: Elbe - Remix (feat. Bozza)